# 大光院 (京都市)
大光院（だいこういん）は、京都市北区紫野大徳寺町にある臨済宗大徳寺派の寺院。大本山大徳寺の塔頭。本尊は釈迦如来。

## 歴史
文禄元年（1592年）、豊臣秀吉の実弟秀長の菩提を弔うために秀長の継嗣である秀保が古渓宗陳を開山として招き、所領である大和郡山に建立した。大光院の名称は秀長の戒名からとられている。
しかし、秀保が早世したために家が断絶すると、秀保の家臣・藤堂高虎により慶長4年（1599年）に本山である大徳寺の山内に塔頭として移された。以降、江戸時代を通じて伊勢国津藩藤堂家により援助が行われた。
文化3年（1816年）に焼失するが、文政年間（1818年 - 1830年）に藤堂氏により再興された。
もともとは現在京都市立紫野高等学校のテニスコートがある場所にあったが、紫野高等学校の校地整備が行われることになり、1955年（昭和30年）に現在地に移転した。

## 境内
- 客殿 - 本堂。文政3年（1820年）に藤堂氏により再建。襖絵「雲龍図」は仙台藩伊達氏に伝わった伝・狩野探幽筆の屏風を襖に直したものである。
- 庭園
- 中門
- 書院 - 庫裏も兼ねている。文政年間（1818年 - 1830年）に藤堂氏により再建。
- 茶室「蒲庵」 - 元からあったものではなく、経緯不明のまま部材として廃仏毀釈時に解体されていたものを引き取ったのだという。黒田官兵衛好みの茶室。もともとこの茶席についた露地に、官兵衛の子・黒田長政と加藤清正、福島正則の三武将がそれぞれ一つずつ石を寄進したということから「三石（みついし）の席」とも称される。
- 豊臣秀長の墓
- 藤堂高虎の墓
- 鳥塚
- 山門 - 慶長4年（1599年）建立。

## 拝観
通常は拝観できない。2022年（令和4年）の「第56回 京の冬の旅」において一般に初公開された。